# Franco Brocani
Franco Brocani, né le 10 septembre 1938 à Murazzano (province de Coni) et mort le 14 septembre 2023, est un réalisateur, scénariste et acteur italien.

## Biographie
Diplômé du Centro sperimentale di cinematografia en tant que réalisateur, Brocani a d'abord tourné quelques courts métrages et a été assistant réalisateur auprès de Pier Paolo Pasolini. Parallèlement, il joue une poignée de rôles en tant qu'acteur en 1968 et l'année suivante. En 1970, il fait ses débuts avec son long métrage Necropolis, qui jouit aujourd'hui d'un statut de film culte. Par la suite, il se consacre principalement à la peinture, tout en écrivant deux scénarios, et en réalisant deux autres films au début des années 1980. Ce n'est qu'au début du nouveau millénaire qu'il tourne deux autres longs métrages.
En 2009, un court documentaire a été réalisé sur Brocani, Franco Brocani - Cuore meccanico in corpo anonimo.

## Filmographie

### Réalisateur
Longs métrages
- 1970 : Necropolis
- 1981 : La via del silenzio
- 1982 : Clodia - Fragmenta
- 1997 : A ridosso dei ruderi, i Trionfi
- 2002 : Medicina - I misteri
- 2006 : Le opere e i giorni
- 2009 : Schifanosaurus rex

Courts métrages
- 1967 : A settentrione
- 1967 : È ormai sicuro il mio ritorno a Knossos
- 1968 : A proposito di S.W. Hayter (grafica e cinema)
- 1970 : Lo specchio a forma di gabbia
- 1971 : Notte, orgogliosa sorella
- 1971 : La maschera del Minotauro
- 1972 : Segnale da un pianeta in via d'estinzione
- 1972 : Umano, decifrabile perduto
- 1972 : Omaggio a William Blake
- 1974 : L'ippogrifo
- 1984 : Sulla poesia

### Assistant réalisateur
- 1969 : La Contestation (Amore e rabbia), segment La Fleur de papier (La sequenza del fiore di carta) de Pier Paolo Pasolini
- 1969 : La Loi des gangsters (La legge dei gangsters) de Siro Marcellini

### Scénariste
- 1973 : Les Anges pervers (Il sesso della strega) d'Angelo Pannacciò
- 1975 : Bacchanales infernales (Un urlo dalle tenebre) d'Angelo Pannacciò

### Acteur
- 1969 : Umano, non umano (it) de Mario Schifano : lui-même
- 1969 : Trapianto, consunzione, morte di Franco Brocani de Mario Schifano : lui-même
- 1972 : S.P.Q.R. de Volker Koch
- 2007 : Marco Ferreri, il regista che venne dal futuro (it) de	Mario canale
- 2009 : Franco Brocani – Cuore meccanico in corpo anonimo, documentaire de Giacomo R. Bartocci